# Drosera bulbigena
Drosera bulbigena este o specie de plante carnivore din genul Drosera, familia Droseraceae, ordinul Caryophyllales, descrisă de Morr..
Este endemică în:
- Ashmore-Cartier Is..
- Western Australia.

Conform Catalogue of Life specia Drosera bulbigena nu are subspecii cunoscute.

## Galerie